# Фёдоров, Юрий Андреевич
Юрий Андреевич Фёдоров (25 января 1929 — 21 мая 2014) — советский и российский учёный-биохимик; доктор медицинских наук, профессор, заслуженный деятель науки РФ. Специалист по профилактике стоматологических заболеваний.

Профессор кафедры № 1 Санкт-Петербургской медицинской академии последипломного образования (МАПО). Почётный доктор МАПО. Председатель Научного медицинского общества стоматологов Санкт-Петербурга.
В 1951 г. поступил в Ленинградский стоматологический институт, который через три года перевели в Тверь. Однако последние два курса было решено оставить в северной столице — они стали стоматологическим факультетом Ленинградского санитарно-гигиенического института.
Докторскую диссертацию по профилактике кариеса Юрий Андреевич защитил в 1972 г. во Львове.
Профессором Фёдоровым подготовлено пять докторов и 32 кандидата наук,
написано 12 книг, 24 учебных пособия, около 400 научных работ, получены 70
патентов и авторских свидетельств на зубные пасты и эликсиры, разработаны
и внедрены комплексные методы профилактики.
В 1963 г. Ю. Фёдоров участвовал в решении проблемы гигиены зубов космонавтов. Были разработаны жевательные резинки и поролоновые полоски для растворения зубного налёта, а также специальная зубная паста.
Умер 21 мая 2014 года.